# All Killer, No Filler
All Killer, No Filler е първият студиен албум на канадската рок група Sum 41, издаден на 8 май 2001 г. Той е сертифициран като платинен в САЩ, Канада и Великобритания. Албумът включва текстове с различни теми като общество, мързел, самодоволство и взаимоотношения. Заглавието на албума се счита за позоваване на албума на Джери Лий Люис, който се казва All Killer, No Filler: The Anthology. Top40.com класира албума като 9-ият най-голям поп-пънк албум на всички времена.

## Песни
1. Introduction To Destruction 0:37
2. Nothing On My Back 3:01
3. Never Wake Up 0:49
4. Fat Lip 2:58
5. Rhythms 2:58
6. Motivation 2:49
7. In Too Deep 3:27
8. Summer 2:49
9. Handle This 3:37
10. Crazy Amanda Bunkface 2:15
11. All She's Got 2:21
12. Heart Attack 2:49
13. Pain For Pleasure 1:42
14. Makes No Difference 3:11
15. What I Believe 2:49
16. Machine Gun 2:29
17. T.H.T. 0:43
18. It's What We're All About (Дует с Кери Кинг) 3:34
19. Fat Lip (Live) 2:57
20. Motivation (Live) 3:08
21. Crazy Amanda Bunkface (Live) 2:03
22. All She's Got (Live) 3:06
23. Makes No Difference (Live) 4:57
24. Machine Gun (Live) 2:53
25. It's What We're All About (Live) (Дует с Томи Лий) 2:26
26. Homemade Film EPK (Video) 7:30
27. Gone Gone Gonorrhea EPK (Video) 5:59
28. Japan EPK (Part 1) (Video) 11:41
29. Japan EPK (Part 2) (Video) 11:53